# Stranger of Sword City
Stranger of Sword City  (jap. Originaltitel: 剣の街の異邦人 Tsurugi no machi no ihoujin) ist ein Computer-Rollenspiel des japanischen Entwicklerstudios Experience aus dem Jahr 2014. Es erschien zunächst für die Xbox 360, Windows und die PlayStation Vita. 2016 wurde das Spiel für die Xbox One portiert. Es folgte 2017 die nochmals überarbeitete Version Stranger of Sword City Revisited für die PlayStation Vita, die gebündelt mit Savior of Sapphire Wings (einem HD-Remaster von Students of Round) 2021 auch für die Nintendo Switch veröffentlicht wurde.

## Beschreibung
Ähnlich wie bei den vorherigen Titeln von Experience handelt es sich bei Stranger of Sword City um einen Dungeoncrawler im Stile von Dungeon Master. Die Spielerfigur findet sich nach einem Flugzeugabsturz zwischen Japan und Alaska in einer vollkommen fremden Welt wieder, in der er wegen der niedrigeren Gravitation über deutlich größere Kräfte wie auf der Erde verfügt. Auf der Suche nach einem Weg nach Hause schließt sie sich einer Gruppe ebenfalls gestrandeter Kämpfer an und begibt sich mit ihren Begleitern auf Monsterjagd. Der Spieler erschafft sich rollenspiel-üblich eine Hauptfigur und auf Wunsch auch deren Mitstreiter, wobei mehrere Rassen, Klassen und Charakterportraits zur Auswahl stehen. Die Heldengruppe bewegt sich schrittweise in der Ego-Perspektive durch die Spiellevels. Das Kampfsystem ist rundenbasiert.
Erstmalige Erwähnung fand das Spiel 2012, als es im Zuge der Portierung von Students of Round für die PlayStation Portable als dritter Titel des Projekts „DRPG Progress“ von Experience und Kadokawa und noch unter dem Titel The Stranger in Alda (Ken no Machi no Ihoujin) für Xbox 360 und PC enthüllt wurde. Ursprünglich sollte es im Verlauf des Jahres 2013 erscheinen. Im Februar 2014 wurde es dann mit seinem finalen Titel für Xbox One, Windows-PC und PlayStation Vita angekündigt. Während die PC- und Xbox-360-Version mit dem Untertitel White Palace (白の王宮 Shiro no ōkyū) in Japan noch im selben Jahr erschien, wurde die PS-Vita-Fassung mit dem Untertitel Black Palace (黒の宮殿 Kuro no kyūden) für Japan zum Januar 2015 angekündigt. Im Unterschied zum Erstrelease wurde sie um neue Dungeonlevel, Gegenstände und Porträts erweitert.
Mit Hilfe der US-Niederlassung von Nippon Ichi Software wurde eine Veröffentlichung der PS-Vita-Fassung für den westlichen Markt bekannt gegeben. Eine Portierung für Xbox One wurde weltweit für den März 2016 angekündigt. Über die Online-Distributionsplattform Steam wurde die PC-Version im Juni 2016 ebenfalls für den westlichen Markt zugänglich. Auf der Grundlage der PS-Vita-Version wurde die Revisited-Fassung mit neuen Charakterklassen, einem erweiterten Kampf- und Spielsystem sowie neuen Gegenständen und Dungeons erstellt. In Japan wurde es zum 21. Juli 2016 veröffentlicht, die englischsprachige Fassung für PS Vita erschien als im Februar 2017. Das Doppelpack von Saviors of Sapphire Wings und Stranger of Sword City Revisited für Switch und PC wurde im März 2021 veröffentlicht.

## Rezeption
Das Spiel erhielt gemischte Kritiken.

„Auch das eigentlich schon gut zwei Jahre alte Stranger of Sword City erfindet das Genre nicht neu, setzt die bekannten Elemente aber gelungen um und bietet wie Demon Gaze oder Operation Abyss kompetente Unterhaltung.“

„Solider, aber sehr zäher und antiquiert wirkender Dungeon-Crawler der Demon-Gaze-Macher.“

Stranger of Sword City Revisited stieg in den japanischen Gesamtverkaufscharts für Computerspiele im Juli 2016 mit 7.248 verkauften Kopien auf Platz 8 ein. Bis 2017 konnten nach eigenen Angaben mehr als 100.000 Kopien des Spiels abgesetzt werden.